# LRP5
LRP5（low-density lipoprotein receptor-related protein 5）は、ヒトではLRP5遺伝子にコードされるタンパク質である。LRP5は古典的Wnt経路に関与するLRP5/LRP6/Frizzled受容体群の重要な構成要素である。LRP5の変異は骨量の大きな変化を引き起こす場合がある。機能喪失型変異は骨粗鬆症・偽性神経膠腫症候群（骨量の低下）の原因となり、機能獲得型変異は骨量の劇的な増加の原因となる。

## 構造
LRP5は膜貫通型LDL受容体タンパク質であり、LRP6と同様の構造を持つ。これらのタンパク質は全長約1600アミノ酸のうち、約85%が細胞外に位置する。N末端には4つのβプロペラモチーフと4つのEGF様リピートが交互に並んでいる。LRP5やLRP6に結合する細胞外リガンドの大部分はβプロペラ部分に結合する。22アミノ酸からなる領域が細胞膜を横断する1回膜貫通タンパク質であり、207アミノ酸からなる領域が細胞内に位置する。

## 機能
LRP5はLRP6やFrizzledタンパク質ファミリーのメンバーと共に補助受容体として機能し、Wntタンパク質によるシグナルを古典的Wnt経路を介して伝達する。このタンパク質は骨格筋の恒常性に重要な役割を果たす。

## 転写
LRP5遺伝子のプロモーターには、KLF15とSP1の結合部位が存在する。さらに、LRP5遺伝子の5'領域には4つのRUNX2結合部位が存在する。LRP5はマウスとヒトでTPH1の発現を阻害することが示されている。TPH1は十二指腸の腸クロム親和性細胞におけるセロトニン生合成の律速段階酵素であり、血漿中の過剰なセロトニンは骨形成の阻害をもたらす。一方、マウスではLrp5が直接骨に影響を与えることを示す研究もある。

## 相互作用
LRP5はAXIN1と相互作用することが示されている。
古典的Wntシグナルは、Frizzled受容体とLRP5/6補助受容体を介して、GSK3BのSer9のリン酸化に依存しない活性をダウンレギュレーションする。LRP5やLRP6の欠乏による古典的Wntシグナルの低下は、p120-カテニンの分解を引き起こす。

## 臨床的意義
LRP5の機能喪失変異が骨粗鬆症・偽性神経膠腫症候群を引き起こすことが判明したことで、Wntシグナル伝達経路は骨の発生と関連付けられた。その直後、LRP5の機能獲得型変異が骨量の増加を引き起こすることが2つの研究で報告された。多くの骨密度関連疾患がLRP5遺伝子の変異によって引き起こされる。LRP5を介した骨の成長が、骨で直接行われているのか、腸を介したものであるのかに関しては議論がある。現在のデータの大部分は、骨量は骨細胞を介してLRP5によって制御されているという考えを支持している。マウスにおいてもLrp5の同じ機能獲得型変異によって、骨量の増加がみられる。この高骨量は、変異が四肢または造骨系統細胞でのみ生じた場合に維持される。骨におけるメカノトランスダクションはLRP5を介して行われ、骨細胞でのみLRP5が除去された場合には抑制される。LRP5に結合してWntシグナル伝達を阻害する骨細胞特異的タンパク質スクレロスチンを標的とした骨粗鬆症の臨床試験では、有望な結果が得られている。マウスとヒトで検証されている他のモデルでは、LRP5は十二指腸の腸クロム親和性細胞において、骨形成を調節する分子であるセロトニンの生合成の律速段階酵素TPH1の発現を阻害することで骨形成を制御するとされ、血漿中の過剰なセロトニンは骨形成の阻害をもたらす。他の研究では、さまざまなTPH1阻害剤は血中や腸のセロトニン値を低下させるものの、骨量や骨形成マーカーには影響を与えないことが報告されている。
LRP5は網膜血管系の発生に必須である可能性があり、毛細血管の成熟に関与している可能性がある。LRP5遺伝子の変異は家族性滲出性硝子体網膜症の原因ともなる。
グリア由来の細胞外リガンドNorrinは、発生中の内皮細胞表面の膜貫通受容体Frizzled4、補助受容体LRP5、補助的な膜タンパク質TSPAN12に作用し、内皮の成長と成熟を調節する転写プログラムを制御する。
Lrp5ノックアウトマウスはカイロミクロンレムナントの肝クリアランスの低下のため、高脂肪食時に血漿中コレステロール値が上昇する。通常食で飼養された場合には、Lrp5欠損マウスは細胞内のATPとCa2+の顕著な低下を伴う耐糖能異常とグルコース応答性インスリン分泌の異常を示す。Lrp5欠損膵島ではグルコースに応答したIP3産生も低下しており、これはおそらくグルコース検知に関与するさまざまな遺伝子転写産物の顕著な減少によって引き起こされている。Lrp5欠損膵島ではWnt3a刺激によるインスリン分泌も見られない。これらのデータはWnt-LRP5シグナル伝達が膵島におけるグルコース応答性インスリン分泌に寄与していることを示唆している。
変形性関節症の軟骨細胞では、β-カテニンのmRNAの発現の大きなアップレギュレーションによってWnt/β-カテニン経路が活性化されている。変形性関節症の軟骨では、正常な軟骨と比較して、LRP5のmRNAの発現も大きくアップレギュレーションされており、発現はビタミンDによってさらに増加する。LRP5に対するsiRNAを用いてLRP5の発現を遮断すると、MMP13のmRNAとタンパク質の発現が大きく低下する。ヒトの変形関節症におけるLRP5の異化作用は、Wnt/β-カテニン経路によって媒介されているようである。
クルクミンはLRP5のmRNAの発現を増加させる。
LRP5の変異は多発肝嚢胞症の原因となる。

## 関連文献
- “LDL receptor-related proteins 5 and 6 in Wnt/beta-catenin signaling: arrows point the way”. Development 131 (8):  1663–77. (Apr 2004). doi:10.1242/dev.01117. PMID 15084453.
- “Identification of the low density lipoprotein receptor-related protein (LRP) as an endocytic receptor for thrombospondin-1”. The Journal of Cell Biology 129 (5):  1403–10. (Jun 1995). doi:10.1083/jcb.129.5.1403. PMC 2120467. PMID 7775583.
- “Osteoporosis-pseudoglioma syndrome, a disorder affecting skeletal strength and vision, is assigned to chromosome region 11q12-13”. American Journal of Human Genetics 59 (1):  146–51. (Jul 1996). PMC 1915094. PMID 8659519.
- “Linkage of a gene causing high bone mass to human chromosome 11 (11q12-13)”. American Journal of Human Genetics 60 (6):  1326–32. (Jun 1997). doi:10.1086/515470. PMC 1716125. PMID 9199553.
- “Molecular cloning and characterization of LR3, a novel LDL receptor family protein with mitogenic activity”. Biochemical and Biophysical Research Communications 251 (3):  784–90. (Oct 1998). doi:10.1006/bbrc.1998.9545. PMID 9790987.
- “Autosomal recessive familial exudative vitreoretinopathy: evidence for genetic heterogeneity”. Clinical Genetics 54 (4):  315–20. (Oct 1998). doi:10.1034/j.1399-0004.1998.5440409.x. PMID 9831343.
- “Low-density lipoprotein receptor-related protein-5 binds to Axin and regulates the canonical Wnt signaling pathway”. Molecular Cell 7 (4):  801–9. (Apr 2001). doi:10.1016/S1097-2765(01)00224-6. PMID 11336703.
- “The sequence and gene characterization of a 400-kb candidate region for IDDM4 on chromosome 11q13”. Genomics 72 (3):  231–42. (Mar 2001). doi:10.1006/geno.2000.6492. PMID 11401438.
- “Head inducer Dickkopf-1 is a ligand for Wnt coreceptor LRP6”. Current Biology 11 (12):  951–61. (Jun 2001). doi:10.1016/S0960-9822(01)00290-1. PMID 11448771.
- “Wnt signalling: antagonistic Dickkopfs”. Current Biology 11 (15):  R592–5. (Aug 2001). doi:10.1016/S0960-9822(01)00360-8. PMID 11516963.
- “Seven novel sequence variants in the human low density lipoprotein receptor related protein 5 (LRP5) gene”. Human Mutation 19 (2):  186. (Feb 2002). doi:10.1002/humu.9012. PMID 11793484.
- “Localization of the gene causing autosomal dominant osteopetrosis type I to chromosome 11q12-13”. Journal of Bone and Mineral Research 17 (6):  1111–7. (Jun 2002). doi:10.1359/jbmr.2002.17.6.1111. PMID 12054167.
- “Six novel missense mutations in the LDL receptor-related protein 5 (LRP5) gene in different conditions with an increased bone density”. American Journal of Human Genetics 72 (3):  763–71. (Mar 2003). doi:10.1086/368277. PMC 1180253. PMID 12579474.